# Pirámides de Nsude
Las pirámides de Nsude son un sitio arqueológico ubicado en Nsude, una aldea en el sureste de Nigeria, en la actual Enugu.

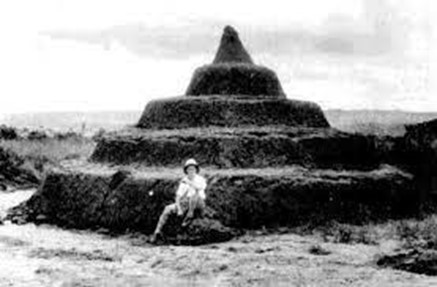
Una pirámide Nsude en 1935.

Estos santuarios en forma de pirámide fueron construidos por el pueblo igbo. En la década de 1930 un antropólogo y administrador colonial de la zona, G. I. Jones, los fotografió. 

## Relatos de testigos oculares
El arqueólogo Kenneth Murray publicó un artículo sobre estas pirámides en The Nigerian Field, la revista de la Nigerian Field Society. En él hablaba del hallazgo de diez pirámides de barro sólido a aproximadamente 1,25 millas de Nsude, pero en terreno abierto y no visibles desde Nsude. Eran circulares y se estimaba que tenían veintisiete pies de diámetro, 18 a 19 pies de alto y estaban en dos filas a veinte metros de distancia y setenta metros de largo. En cada fila estaban a unos 12 pies de distancia. Habló con la gente local sobre ellos y le dijeron que el «juju tutelar o protector de la aldea de Nsude se llama Uto y se dice que posee el mérito especial de matar ladrones».
George Basden escribió dos estudios etnográficos sobre los igbo. En uno de ellos escribió sobre una visita a diez pirámides cerca de Nsude. Dos años antes de la visita de Basden, el Dibla local, un místico o brujo local, le dijo al sacerdote de Uto que Uto quería que se construyeran 10 grandes Nkpura (pirámides) en su honor como signo de su grandeza. Basden dice que debía haber 10 de estos porque «hay diez cuartos o familias extensas en la aldea y cada uno debía erigir un Nkpuru.El suelo de laterita local no era adecuado, por lo que se construyeron en un suelo blando cercano».

## Materiales

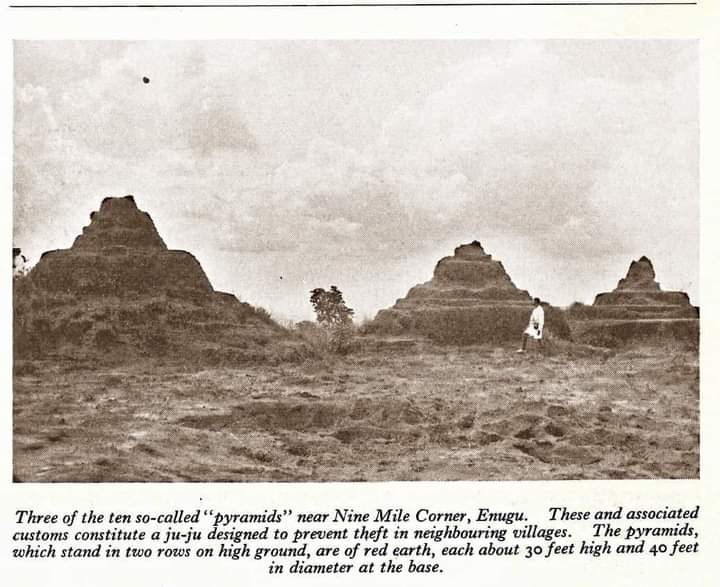
Tres pirámides de Nsude.

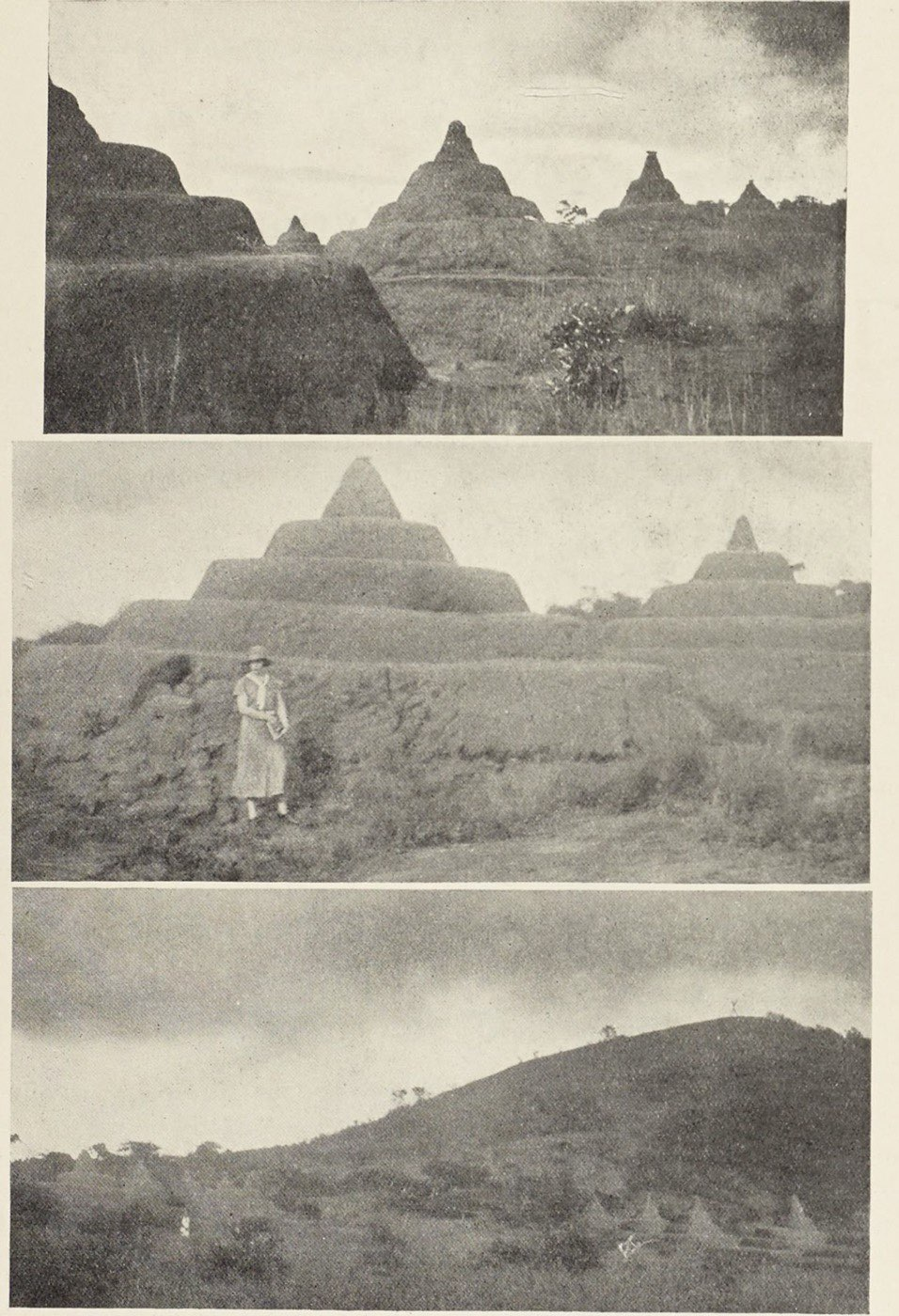
Múltiples pirámides de Nsude.

Las pirámides de Nsude se construyeron con tierra y arcilla y constan de una serie de terrazas escalonadas que tienen forma de pirámide. La sección de la primera base era de 18 metros de circunferencia y 0,91 metros de altura. La siguiente pila era de 14 metros de circunferencia.